# Cowper-mirigyek
A Cowper-mirigy (vagy latinul glandula bulbourethralis) páros, borsó nagyságú, tubuloalveoláris, mucintermelő mirigy. Női megfelelői a Bartholin-mirigyek. William Cowper angol sebész írta le 1699-ben.
A húgycső hártyás része előtt, a bulbus penisen (más néven húgycsőhagymán) fekszenek. 6–8 mm átmérőjűek, dudorosak, sárgásfehérek, és tömöttek. Kivezető csövük 4–5 cm hosszú, a bulbus alsó falán nyílik. A mirigy váladéka az áttetsző, tiszta, nyúlós, enyvszerű előváladék. Henle szerint szerepe, hogy a húgycsövet a húgy csípős hatásától megóvja; biztosítja a kilövellt ondó gyors és veszteségmentes áramlását.
A váladéka már nemi izgalomkor megjelenik és sikamlóssá teszi a makkot. 